# Джастін Лестер
Джастін Гаррі Лестер (англ. Justin Harry Lester; нар. 30 вересня 1983, Акрон, Огайо) — американський борець греко-римського стилю, дворазовий бронзовий призер чемпіонатів світу, чемпіон Панамериканських ігор, учасник Олімпійських ігор.

## Життєпис

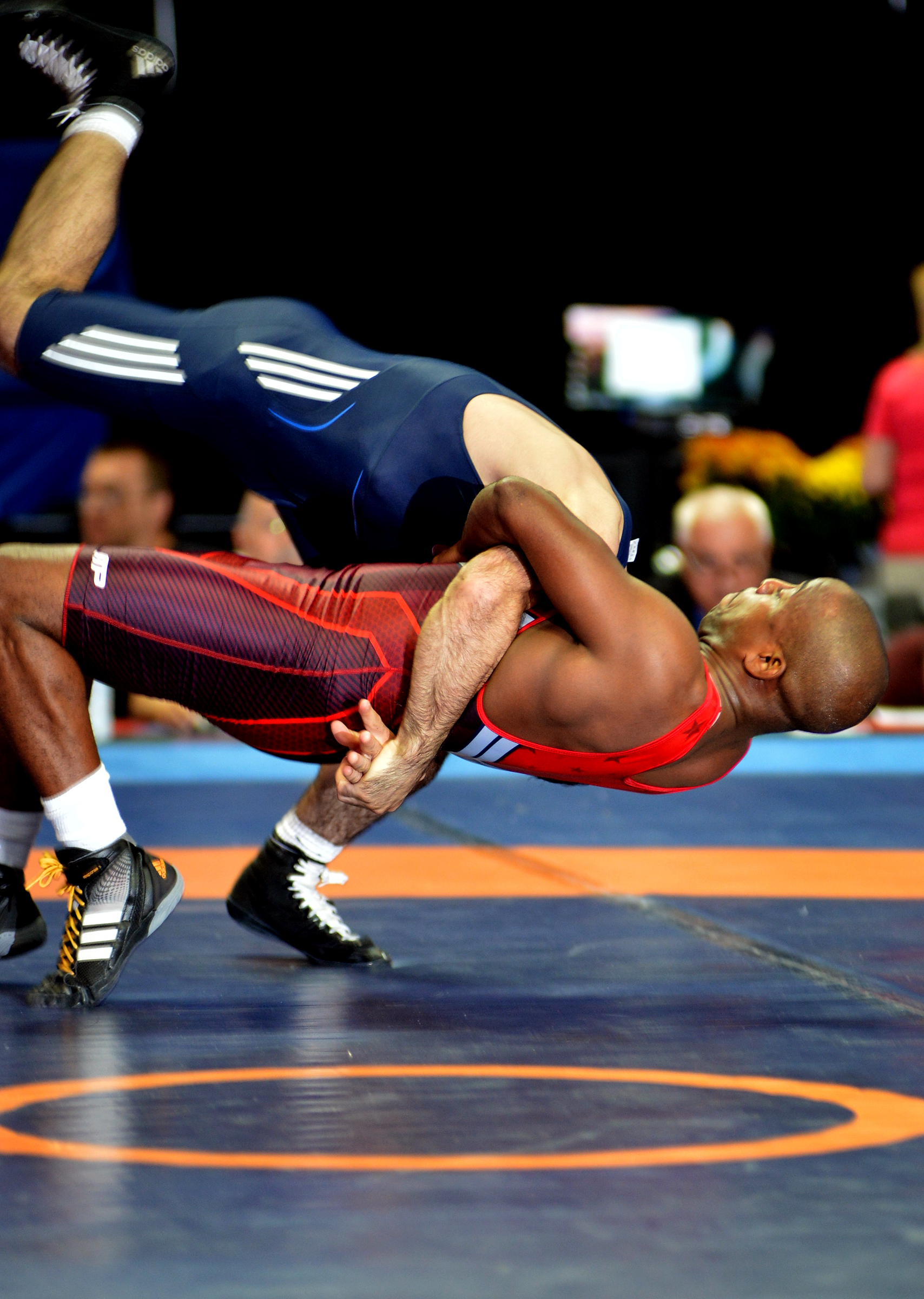
Джастін Лестер проводить прийом проти турка Юнуса Озеля на чемпіонаті світу 2015 року

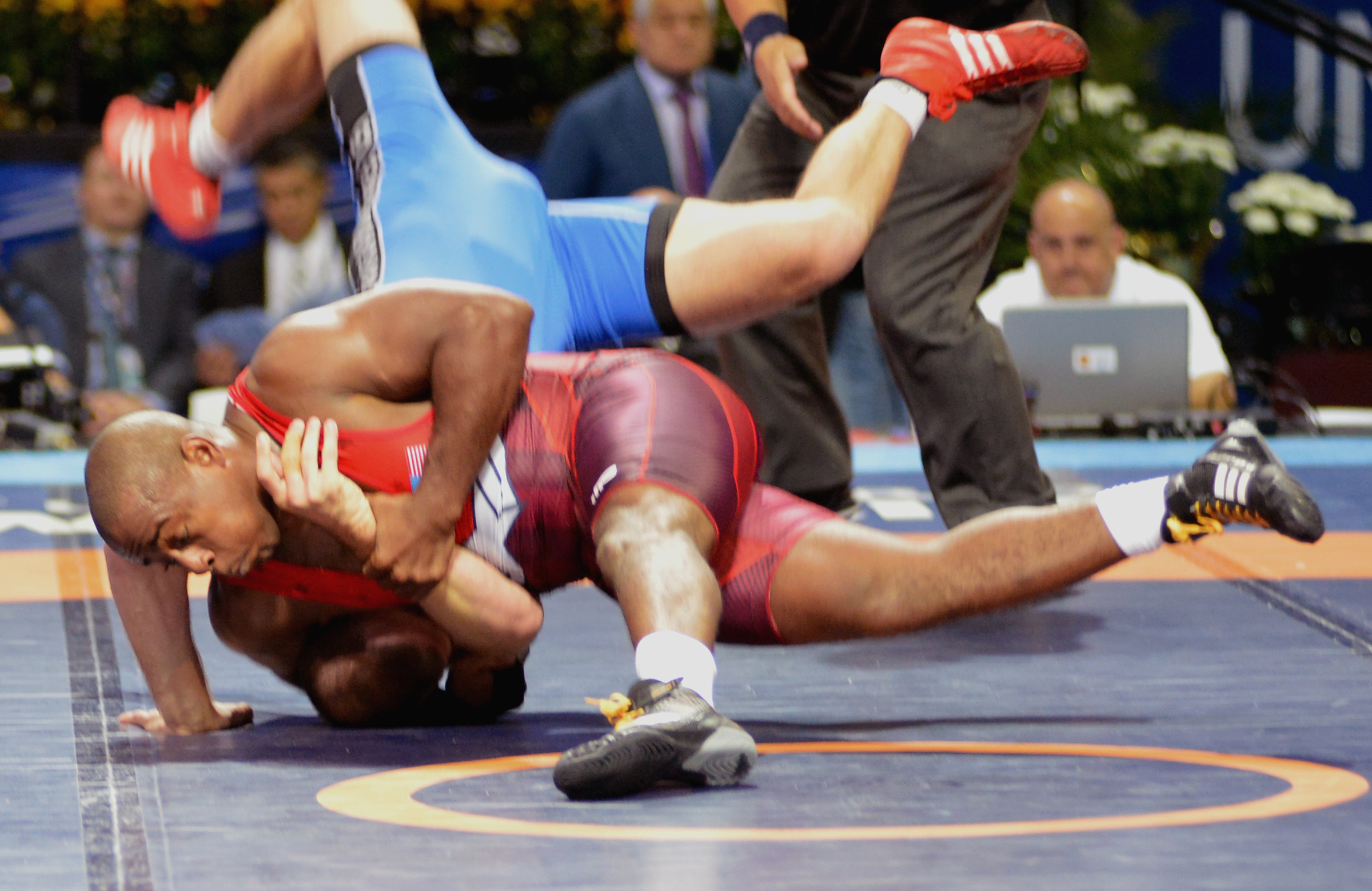
Джастін Лестер у поєдинку проти угорця Балінта Корпаші на чемпіонаті світу 2015 року

Боротьбою займається з 1992 року. 1999 року став чемпіоном світу серед кадетів.
Служив в армії США протягом двох років.

## Спортивні результати на міжнародних змаганнях

### Виступи на Олімпіадах
| Змагання                                   | Збірна | Вагова категорія                 | Місце |
| ------------------------------------------ | ------ | -------------------------------- | ----- |
| Боротьба на літніх Олімпійських іграх 2012 | США    | греко-римська боротьба, до 66 кг | 8     |

### Виступи на Чемпіонатах світу
| Змагання                        | Збірна | Вагова категорія                 | Місце  |
| ------------------------------- | ------ | -------------------------------- | ------ |
| Чемпіонат світу з боротьби 2005 | США    | греко-римська боротьба, до 66 кг | 24     |
| Чемпіонат світу з боротьби 2006 | США    | греко-римська боротьба, до 66 кг | Бронза |
| Чемпіонат світу з боротьби 2007 | США    | греко-римська боротьба, до 66 кг | Бронза |
| Чемпіонат світу з боротьби 2009 | США    | греко-римська боротьба, до 74 кг | 20     |
| Чемпіонат світу з боротьби 2011 | США    | греко-римська боротьба, до 66 кг | 5      |
| Чемпіонат світу з боротьби 2014 | США    | греко-римська боротьба, до 71 кг | 14     |
| Чемпіонат світу з боротьби 2015 | США    | греко-римська боротьба, до 71 кг | 8      |

### Виступи на Панамериканських іграх
| Змагання                  | Збірна | Вагова категорія                 | Місце  |
| ------------------------- | ------ | -------------------------------- | ------ |
| Панамериканські ігри 2007 | США    | греко-римська боротьба, до 66 кг | Золото |

### Виступи на Кубках світу
| Змагання                    | Збірна | Вагова категорія                 | Місце |
| --------------------------- | ------ | -------------------------------- | ----- |
| Кубок світу з боротьби 2007 | США    | греко-римська боротьба, до 66 кг | 4     |

### Виступи на інших змаганнях
| Змагання                                                | Збірна | Вагова категорія                 | Місце  |
| ------------------------------------------------------- | ------ | -------------------------------- | ------ |
| Чемпіонат світу з боротьби серед студентів 2004         | США    | греко-римська боротьба, до 66 кг | 5      |
| Міжнародний меморіал Дейва Шульца 2005                  | США    | греко-римська боротьба, до 66 кг | Золото |
| Чемпіонат світу з боротьби серед студентів 2005         | США    | греко-римська боротьба, до 66 кг | Бронза |
| Міжнародний меморіал Дейва Шульца 2006                  | США    | греко-римська боротьба, до 66 кг | Золото |
| Міжнародний меморіал Дейва Шульца 2008                  | США    | греко-римська боротьба, до 74 кг | Срібло |
| Міжнародний меморіал Дейва Шульца 2009                  | США    | греко-римська боротьба, до 74 кг | Золото |
| Міжнародний меморіал Дейва Шульца 2011                  | США    | греко-римська боротьба, до 66 кг | Золото |
| Кубок Гранми з боротьби 2011                            | США    | греко-римська боротьба, до 74 кг | Золото |
| Золотий Гран-прі з боротьби 2011 (Сомбатгей)            | США    | греко-римська боротьба, до 66 кг | 7      |
| Кубок Владислава Питласинські 2011                      | США    | греко-римська боротьба, до 74 кг | 23     |
| Відкритий міжнародний турнір «Sunkist Kids» 2011        | США    | греко-римська боротьба, до 74 кг | Золото |
| Міжнародний турнір Ньюйоркського атлетичного клубу 2011 | США    | греко-римська боротьба, до 74 кг | Срібло |
| Міжнародний турнір Любомира Івановича-Гедзи 2012        | США    | греко-римська боротьба, до 74 кг | Бронза |
| Кубок Владислава Пітласинські 2013                      | США    | греко-римська боротьба, до 74 кг | 10     |
| Всесвітні ігри військовослужбовців 2015                 | США    | греко-римська боротьба, до 75 кг | Срібло |
| Міжнародний меморіал Білла Фаррелла 2015                | США    | греко-римська боротьба, до 75 кг | Срібло |

### Виступи на змаганнях молодших вікових груп
| Змагання                                      | Збірна | Вагова категорія                 | Місце  |
| --------------------------------------------- | ------ | -------------------------------- | ------ |
| Чемпіонат світу з боротьби серед юніорів 2003 | США    | греко-римська боротьба, до 66 кг | 5      |
| Чемпіонат світу з боротьби серед кадетів 1999 | США    | вільна боротьба, до 54 кг        | Золото |